# ルーク・ポーター
ルーク・ポーター（Luke Porter、1997年4月3日 - ）は、トップイースト-Bクリーンファイターズ山梨に所属するラグビーユニオン選手。

## プロフィール
- オーストラリアニューサウスウェールズ州出身。
- ポジションはロック(LO)[1]。
- 身長 201cm、体重 119kg。
- 愛称はPorts。

## 略歴
シドニー・ユニヴァーシティFCを経て、2021年、NECグリーンロケッツ東葛に加入。
2022年3月27日に行われたJAPAN RUGBY LEAGUE ONE第11節トヨタヴェルブリッツ戦にて先発出場で日本での公式戦初出場を果たした。
2022年シーズンをもってNECグリーンロケッツ東葛を退団したが、同年9月22日に再加入が発表された。
2024年、クリーンファイターズ山梨に加入。